# Khế ước xã hội
Khế ước xã hội trong triết học và chính trị học là một học thuyết mô tả việc con người cùng thỏa thuận từ bỏ trạng thái tự nhiên để xây dựng cuộc sống cộng đồng. Về mặt luật pháp, khế ước xã hội thể hiện cụ thể là một tờ khế ước, một bản hợp đồng trên đó các thành viên xã hội thống nhất các nguyên tắc để cùng chung sống với nhau.

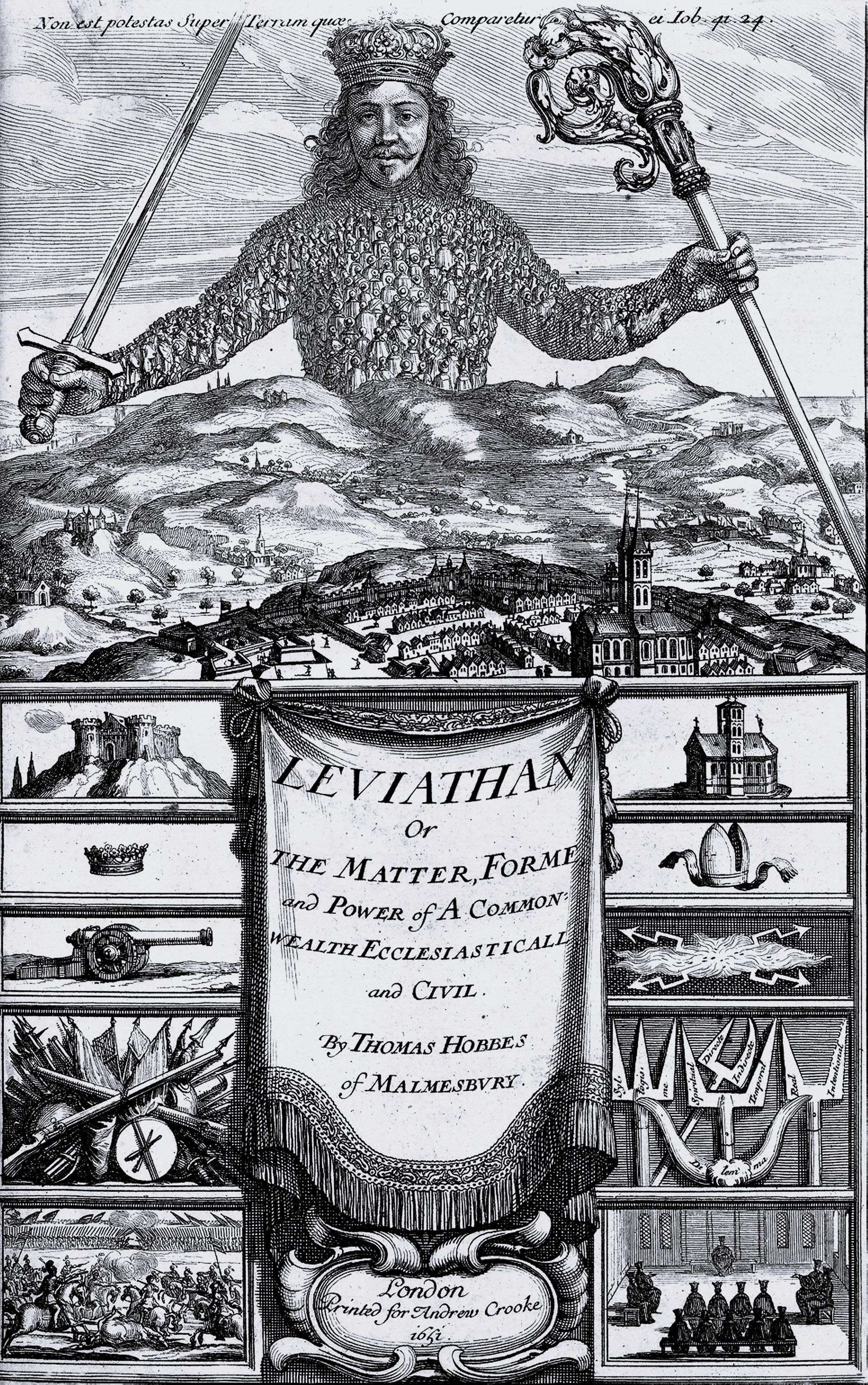
Bìa cuốn Leviathan của Hobbes

Lý thuyết về khế ước xã hội lần đầu tiên được Thomas Hobbes đưa ra khi ông cho rằng con người ban đầu vốn sống ở trạng thái tự nhiên, trong tình trạng vô chính phủ, khi chưa hề có sự cưỡng bức có tổ chức lên mỗi cá nhân. Con người qua khế ước xã hội từ bỏ những quyền tự do tự nhiên của mình để được hưởng sự an toàn và trật tự của xã hội văn minh.

Theo Hobbes, con người sơ khai sống thành bầy đàn để cùng chống lại các kẻ thù, nhưng không có gì ràng buộc giữa họ. Quyền sở hữu không tồn tại dẫn đến chuyện tất cả mọi người đều có thể sở hữu tất cả mọi vật. Leviathan (sách Hobbes) là tên tác phẩm để đời của Hobbes, mô tả chính xác một sự hỗn độn vô chính phủ mà theo đó vì xã hội chưa công nhận rạch ròi thế nào là sở hữu cho nên mọi người có thể sẵn sàng gây chiến với người khác để giành lấy cái mình muốn. Ở trạng thái tự nhiên, tuy xã hội tự do tuyệt đối nhưng chẳng đem lại lợi ích cho bất kỳ ai kể cả kẻ mạnh, vì con người dù mạnh đến đâu cũng không thể đơn độc làm theo ý mình được. Con người buộc phải hy sinh một phần tự do để có thể chung sống với nhau trong hòa bình. Nói cách khác con người buộc phải thống nhất với nhau những nguyên tắc cộng đồng để tránh phải sống nơm nớm trong nỗi lo sợ bảo vệ tính mạng và những gì mình có. Do đó, quyền tự do cá nhân cần phải được giao ước để trao tuyệt đối cho một hoặc một số cá nhân, Hobbes ủng hộ chế độ quân chủ chuyên chế.
Lý thuyết về khế ước xã hội được John Locke kế thừa và phát triển. Locke xây dựng chi tiết cụ thể từng giai đoạn phát triển từ trạng thái tự nhiên dẫn đến sự hình thành nhà nước qua khế ước xã hội và đi đến quan điểm về chủ quyền của nhân dân đối với nhà nước dù cho đó là nhà nước chuyên chế. Được biết đến trước hết là một nhà triết học theo trường phái duy nghiệm (empiric), Locke cũng là một tư tưởng gia xuất sắc trên lĩnh vực chính trị và xã hội. Locke cố gắng giải thích trước hết quyền sở hữu được con người định nghĩa với nhau thông qua các thỏa hiệp. Bắt đầu từ việc chiếm hữu bằng sức mạnh, con người dần dần tìm cách sở hữu bằng lao động. Một khi vấn đề sở hữu được giải quyết, con người đã có đủ các tiền đề cần thiết để đi đến các thỏa hiệp cao hơn về cuộc sống cộng đồng. Khế ước xã hội chính là bản thỏa hiệp của các thành viên cộng đồng, theo đó một con người sẽ từ bỏ quyền tự do tự nhiên - đổi lại anh ta trở thành một thành viên, được cộng đồng che chở và công nhận. Đối với một quốc gia, nhà nước là tập hợp những người đại diện đứng ra bảo đảm sự tôn trọng bản thỏa ước.
Jean-Jacques Rousseau tiếp tục đi xa hơn khi cho rằng quyền lực phải được trao cho những người đại diện cho ý chí nguyện vọng của quần chúng. Trong tác phẩm "Du Contrat Social" - Khế ước xã hội - Rousseau, tiếp nối tư tưởng của Hobbes, đã mô tả quá trình hình thành các thỏa ước xã hội: một quá trình mà sức mạnh bắt đầu nhường chỗ cho định chế, lực (forces) nhường chỗ cho quyền (hay quyền lực: pouvoir, power) Chính trị ra đời như một nhu cầu tất yếu của loài người để tổ chức xã hội. Đối với một đất nước, 

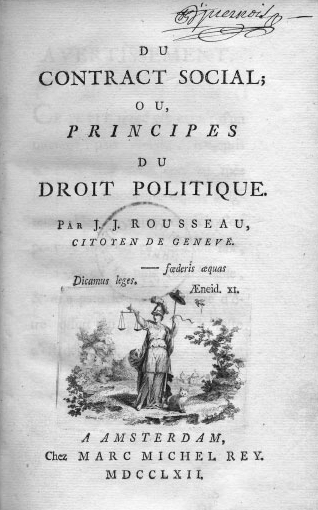
Bìa cuốn Khế ước xã hội của Rousseau

Hiến pháp chính là bản Khế ước xã hội cơ bản nhất, nền tảng cho tất cả các thỏa ước khác của cộng đồng. Thông qua hiến pháp, con người chính thức đánh đổi quyền tự do tự nhiên để trở thành một công dân, chính thức đánh đổi một phần quyền tự do quyết định của mình vào tay một số người cầm quyền (và do đó anh ta trở thành người bị trị) để có được sự che chở của xã hội, đại diện bởi luật pháp. Để cho bản hợp đồng trao đổi này được công bằng, trong Khế ước xã hội cần phải định rõ nguyên tắc lựa chọn người cầm quyền. Nguyên tắc bình đẳng thể hiện ở chỗ ai cũng có thể lên nắm quyền miễn là được đa số thành viên ủng hộ. Về phía người cầm quyền, đối trọng với quyền lực anh ta có, là những ràng buộc về mặt trách nhiệm với cộng đồng. Nếu người cầm quyền không hoàn thành trách nhiệm của mình, bản hợp đồng giữa anh và cộng đồng phải bị coi như vô hiệu, và cộng đồng phải có quyền tìm ra một người thay thế mới.
Chính những ý tưởng này đã châm ngòi cho cả cuộc Cách mạng Pháp và Mỹ. Thomas Jefferson, một trong những người là Cha đẻ của Hợp chúng quốc Hoa Kỳ và bản Tuyên ngôn Độc lập tiếp tục hoàn thiện lý thuyết khi cho rằng quyền tự nhiên của con người phải là một phần của khế ước xã hội và quyền lực của nhà nước chỉ có thể thực hiện khi xuất phát từ sự đồng thuận của chính những người bị trị.
Nhìn chung, khế ước xã hội thường được nhìn nhận dưới góc độ một xã hội, một quốc gia. Tuy nhiên tư tưởng về khế ước xã hội không hề bị giới hạn ở đó. Chỉ cần có hai người là đã có thể cho ra đời một bản thỏa ước (giữa họ). Doanh nghiệp chính là một trường hợp khác vận dụng tinh thần khế ước. Bản điều lệ doanh nghiệp chính là khế ước xã hội giữa những người góp vốn. Điều lệ doanh nghiệp quy định sự tồn tại, nguyên tắc hoạt động của doanh nghiệp, quyền lợi và nghĩa vụ của các thành viên. Giám đốc doanh nghiệp là người đại diện cho doanh nghiệp cũng như Chủ tịch nước là người đại diện cho đất nước, tuy rằng hai bản khế ước này không có cùng quy mô như nhau. Quan điểm chúng ta thường gặp là coi giám đốc doanh nghiệp cũng giống như nhân viên doanh nghiệp. Ông ta bị ràng buộc với doanh nghiệp bằng một hợp đồng lao động và được trả lương cao hơn vì công việc quản lý xứng đáng được trả lương cao hơn. Quan điểm này vấp phải một rào cản vô cùng lớn trong hệ thống luật các nước phát triển, nhất là luật của nước cộng hòa Pháp, quê hương của Rousseau. Khi Tổng thống phạm sai lầm, người ta không sa thải tổng thống như ban quản trị doanh nghiệp sa thải giám đốc. Nếu tinh thần bình đẳng được tôn trọng, nhà nước cũng là một pháp nhân như doanh nghiệp và do đó cần phải có những định chế đặc biệt đối với giám đốc doanh nghiệp trong trường hợp ông ta không thực hiện được bản hợp đồng của mình.